# Виљагарсија де Ароса
Виљагарсија де Ароса (шп. Villagarcía de Arosa) град је у Шпанији у аутономној заједници Галисија у покрајини Понтеведра. Према процени из 2017. у граду је живело 37 283 становника.

## Становништво
Према процени, у граду је 2017. живело 37 283 становника.
| 1975.  | 1985.  | 1995.  | 2005.  | 2011.  | 2017.  |
| ------ | ------ | ------ | ------ | ------ | ------ |
| 29.320 | 31.798 | 34.022 | 35.954 | 37.903 | 37.283 |